# We and Our Cadillac
We and Our Cadillac är ett musikalbum från 1965 av den svenska popgruppen Hep Stars, och deras debutalbum. 

## Låtlista
Sida 1
1. "Cadillac" (Denys Gibson, Graham Johnson, Ian Mallett, Kim Brown) - 2:39
2. "Be my baby" - (Ellie Greenwich, Jeff Barry, Phil Spector) - 2:56
3. "That's when your heartaches begin" (Fred Fisher, William Raskin) - 3:55
4. "Send me some lovin'" (John Marascalco, Leo Price) - 2:53
5. "Young and beautiful" (Aaron Schroeder, Abner Silver) - 2:32
6. "Rockin' love" (Carl Mann) - 2:53

Sida 2
1. "No response" (Benny Andersson) - 1:37
2. "I'll never quite get over you" (Chris Arnold, David Martin, Geoff Morrow) - 3:17
3. "Sweet little sixteen" (Chuck Berry) - 2:14
4. "Oh Carol" (Howard Greenfield, Neil Sedaka) - 2:15
5. "Then she (he) kissed me" (Ellie Greenwich, Jeff Barry, Phil Spector) - 3:03
6. "Bald headed woman" (Shel Talmy) - 2:07

På den senare utgivna CD:n förekom dessa extraspår:
- Kana Kapila
- I got a woman
- Tribute to Buddy Holly
- Bird dog
- If you need me
- Summertime blues
- Farmer John
- Donna